# Communauté de communes de la Châtaigneraie Cantalienne
La communauté de communes de la Châtaigneraie Cantalienne est, à partir du 1er janvier 2017 une communauté de communes française, située dans le département du Cantal et la région Auvergne-Rhône-Alpes.

## Historique
Elle est créée le 1er janvier 2017 par la fusion des communautés de communes de Cère et Rance en Châtaigneraie, d'Entre 2 Lacs, des Pays de Maurs et de Montsalvy. Son siège est fixé à Saint-Mamet-la-Salvetat.
Le 7 mars 2016, la Commission départementale de coopération intercommunale du Cantal, réunie pour examiner le schéma départemental de coopération intercommunale avait élaboré ce projet de fusion. Les communes et communautés de communes concernées ont validé ce projet (voir annexe 1 de l'arrêté de création).
Le 1er janvier 2019, Calvinet et Mourjou fusionnent pour constituer Puycapel.

## Territoire communautaire

### Géographie
Elle est située dans la partie sud-ouest du Cantal.

### Composition
La communauté de communes est composée des 50 communes suivantes :

| Nom                             | Code Insee | Gentilé         | Superficie (km2) | Population (dernière pop. légale) | Densité (hab./km2) |
| ------------------------------- | ---------- | --------------- | ---------------- | --------------------------------- | ------------------ |
| Saint-Mamet-la-Salvetat (siège) | 15196      | Mametois        | 51,49            | 1 537 (2022)                      | 30                 |
| Arnac                           | 15011      | Arnacois        | 20,15            | 178 (2022)                        | 8,8                |
| Boisset                         | 15021      | Boissetois      | 37,73            | 665 (2022)                        | 18                 |
| Cassaniouze                     | 15029      |                 | 35,84            | 503 (2022)                        | 14                 |
| Cayrols                         | 15030      | Cayrolais       | 9,22             | 297 (2022)                        | 32                 |
| Cros-de-Montvert                | 15057      |                 | 29,28            | 192 (2022)                        | 6,6                |
| Glénat                          | 15076      | Glénatois       | 24,27            | 174 (2022)                        | 7,2                |
| Junhac                          | 15082      | Junhacois       | 27,71            | 288 (2022)                        | 10                 |
| Labesserette                    | 15084      | Labesserettois  | 13,64            | 297 (2022)                        | 22                 |
| Lacapelle-del-Fraisse           | 15087      |                 | 15,29            | 402 (2022)                        | 26                 |
| Ladinhac                        | 15089      | Ladinhacois     | 26,72            | 435 (2022)                        | 16                 |
| Lafeuillade-en-Vézie            | 15090      |                 | 16,54            | 591 (2022)                        | 36                 |
| Lapeyrugue                      | 15093      | Peyruguiens     | 8,47             | 94 (2022)                         | 11                 |
| Laroquebrou                     | 15094      | Roquais         | 17,15            | 791 (2022)                        | 46                 |
| Leucamp                         | 15103      | Leucampois      | 13,5             | 244 (2022)                        | 18                 |
| Leynhac                         | 15104      | Leynhacois      | 27,68            | 315 (2022)                        | 11                 |
| Marcolès                        | 15117      | Marcolésiens    | 52,89            | 593 (2022)                        | 11                 |
| Maurs                           | 15122      | Maursois        | 30,84            | 2 131 (2022)                      | 69                 |
| Montmurat                       | 15133      |                 | 5,07             | 134 (2022)                        | 26                 |
| Montsalvy                       | 15134      | Montsalvyens    | 20,29            | 832 (2022)                        | 41                 |
| Montvert                        | 15135      |                 | 11,37            | 113 (2022)                        | 9,9                |
| Nieudan                         | 15143      |                 | 12,4             | 106 (2022)                        | 8,5                |
| Omps                            | 15144      |                 | 12,62            | 318 (2022)                        | 25                 |
| Parlan                          | 15147      | Parlanais       | 24,12            | 470 (2022)                        | 19                 |
| Prunet                          | 15156      | Prunetois       | 27,34            | 686 (2022)                        | 25                 |
| Puycapel                        | 15027      |                 | 43,72            | 724 (2022)                        | 17                 |
| Quézac                          | 15157      | Quézacais       | 16,43            | 347 (2022)                        | 21                 |
| Roannes-Saint-Mary              | 15163      | Roannais        | 36,29            | 1 104 (2022)                      | 30                 |
| Rouffiac                        | 15165      | Rouffiacois     | 23,12            | 188 (2022)                        | 8,1                |
| Le Rouget-Pers                  | 15268      |                 | 24,28            | 1 288 (2022)                      | 53                 |
| Roumégoux                       | 15166      | Roumegouzols    | 13,29            | 329 (2022)                        | 25                 |
| Rouziers                        | 15167      |                 | 8,61             | 110 (2022)                        | 13                 |
| Saint-Antoine                   | 15172      | Saint-Antonins  | 7,22             | 85 (2022)                         | 12                 |
| Saint-Constant-Fournoulès       | 15181      |                 | 28,98            | 568 (2022)                        | 20                 |
| Saint-Étienne-Cantalès          | 15182      |                 | 11,21            | 124 (2022)                        | 11                 |
| Saint-Étienne-de-Maurs          | 15184      | Stéphanois      | 17,27            | 787 (2022)                        | 46                 |
| Saint-Gérons                    | 15189      |                 | 16,68            | 229 (2022)                        | 14                 |
| Saint-Julien-de-Toursac         | 15194      |                 | 9,44             | 102 (2022)                        | 11                 |
| Saint-Santin-Cantalès           | 15211      | Saint-Santinois | 34,28            | 285 (2022)                        | 8,3                |
| Saint-Santin-de-Maurs           | 15212      |                 | 14,52            | 365 (2022)                        | 25                 |
| Saint-Saury                     | 15214      |                 | 30,11            | 178 (2022)                        | 5,9                |
| Saint-Victor                    | 15217      |                 | 13,53            | 96 (2022)                         | 7,1                |
| Sansac-Veinazès                 | 15222      |                 | 12,56            | 201 (2022)                        | 16                 |
| La Ségalassière                 | 15224      | Papillons       | 6,57             | 123 (2022)                        | 19                 |
| Sénezergues                     | 15226      |                 | 17,61            | 209 (2022)                        | 12                 |
| Siran                           | 15228      | Siranais        | 50,88            | 461 (2022)                        | 9,1                |
| Teissières-lès-Bouliès          | 15234      | Teissierois     | 19,51            | 339 (2022)                        | 17                 |
| Le Trioulou                     | 15242      |                 | 5,87             | 98 (2022)                         | 17                 |
| Vieillevie                      | 15260      |                 | 9,65             | 104 (2022)                        | 11                 |
| Vitrac                          | 15264      | Vitraires       | 17,88            | 269 (2022)                        | 15                 |

### Démographie
| 1968   | 1975   | 1982   | 1990   | 1999   | 2010   | 2015   | 2021   |
| ------ | ------ | ------ | ------ | ------ | ------ | ------ | ------ |
| 25 284 | 23 860 | 22 598 | 21 585 | 20 524 | 21 097 | 21 438 | 21 059 |

## Administration

### Siège
Son siège est fixé à Saint-Mamet-la-Salvetat.

### Les élus
À partir de mars 2020, le conseil communautaire de la communauté de communes de la Châtaigneraie Cantalienne se compose de 69 conseillers représentant chacune des communes membres et élus pour une durée de six ans.
Ils sont répartis comme suit :
| Nombre de conseillers | Communes                                                                  |
| --------------------- | ------------------------------------------------------------------------- |
| 6                     | Maurs                                                                     |
| 4                     | Le Rouget-Pers, Saint-Mamet-la-Salvetat                                   |
| 3                     | Roannes-Saint-Mary                                                        |
| 2                     | Boisset, Laroquebrou, Montsalvy, Prunet, Puycapel, Saint-Étienne-de-Maurs |
| 1 (+ 1 suppléant)     | les 40 autres communes                                                    |

### Présidence
| Période | Période                       | Identité          | Étiquette | Qualité         |
| ------- | ----------------------------- | ----------------- | --------- | --------------- |
| 2017    | En cours (au 14 juillet 2020) | Michel Teyssedou, | DVD       | maire de Parlan |

### Compétences

#### Compétences obligatoires
La communauté de communes exerce, dès sa création, l'ensemble des compétences obligatoires prévues par la loi.

#### Compétences optionnelles et facultatives
La nouvelle communauté de communes exerce l'ensemble des compétences optionnelles et facultatives qu'excerçaient les communautés de communes fondatrices. La liste de ces compétences figure dans l'annexe 2 de l'arrêté de création. Elles devront être harmonisées dans le délai d'un an pour les compétences optionnelles et de deux ans pour les compétences facultatives.

### Régime fiscal et budget
Le régime fiscal de la communauté de communes est la fiscalité professionnelle unique (FPU).